# 布萊尼·漢密爾頓

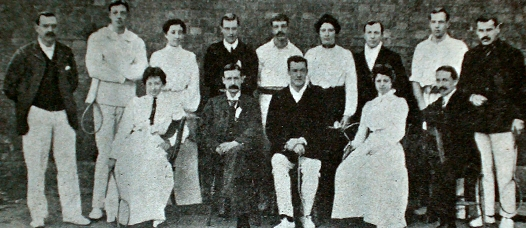
布萊尼·漢密爾頓（左1），1903年英格蘭-愛爾蘭羽球賽

布萊尼·巴爾佛·漢密爾頓（Blayney Balfour Hamilton，1872年6月13日—1946年2月16日），是已故愛爾蘭男子羽球、網球、曲棍球和板球運動員。 
布萊尼·漢密爾頓是九個孩子中最小的一個。威洛比·漢密爾頓是他的哥哥。他的兒子萊尼、威洛比和亞瑟，以及女兒馬維斯也都是成功的羽球運動員。
布萊尼·漢密爾頓的職業生涯中，在板球、羽球和網球方面都取得了巨大成功。在板球方面，他在1891年至1907年之間為愛爾蘭板球隊出賽19次，包括一場一流的比賽。在羽球方面，他九次贏得愛爾蘭羽球公開賽冠軍。